# Lingam

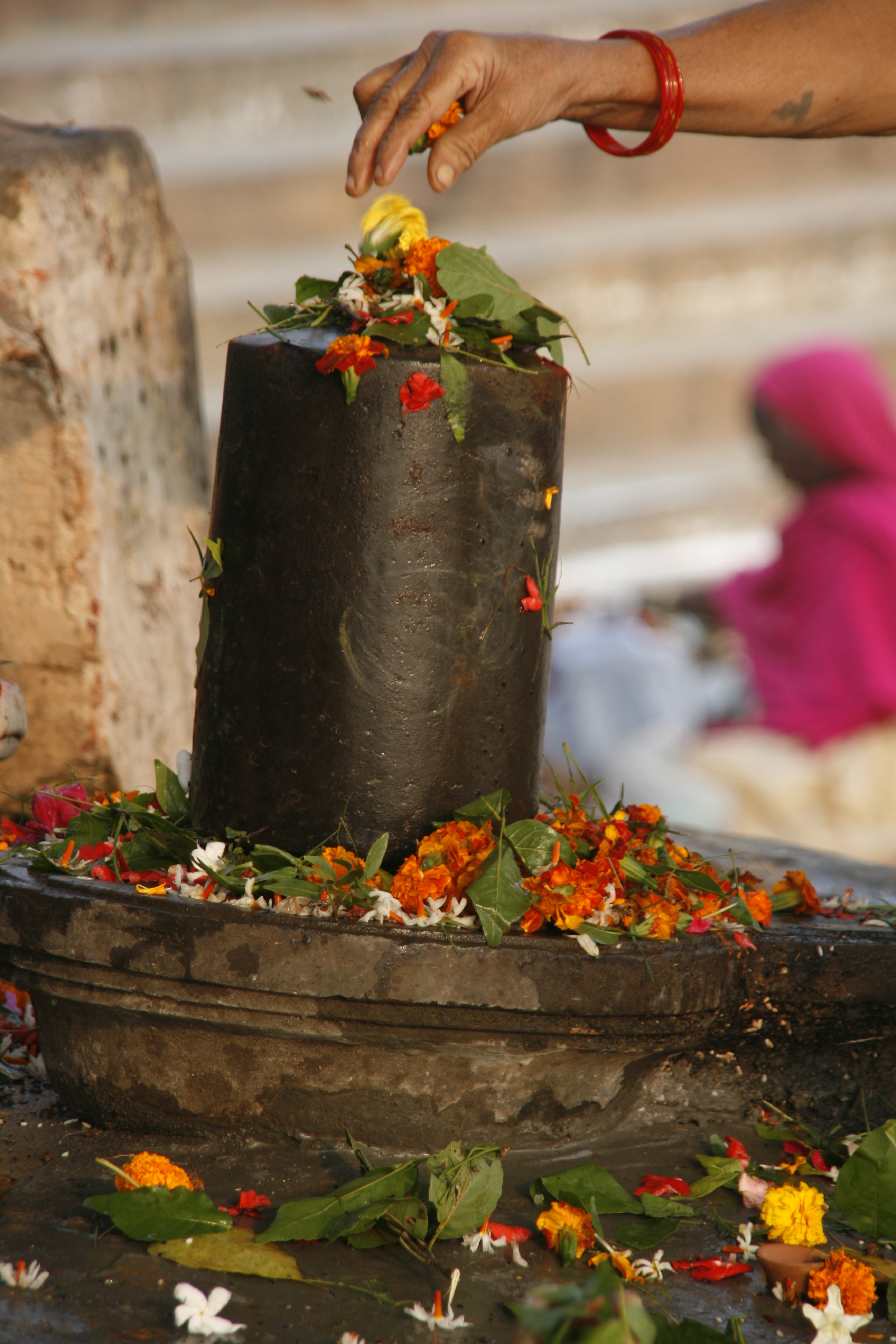
Lingam s květy

Lingam (v sanskrtu लिङ्गं, liṅgaṃ) je symbol, jehož prostřednictvím je uctíván hinduistický bůh Šiva. Používání tohoto symbolu pro uctívání sahá hluboko do indického starověku, avšak původní symbolika lingamu zůstává dodnes předmětem různých dohadů. Může představovat např. falus, axis mundi či slabiku óm.
Brahmasamhitá (řazená mezi Paňčarátry) popisuje projev lingamu během stvoření mnohovesmíru:
[Popis druhotného procesu styku s Májou.] Ramádeví (Lakšmí), duchovní [čit] energie (šakti), milovaná společnice Nejvyššího Pána, je vládkyní všech bytostí. Božská úplná část Kršny (Mahávišnu) tvoří hmotný svět. Během stvoření se objeví božská záře, která má povahu Jeho vlastní subjektivní části [svámša]. Tato záře je božský Šambhu (Šiva), maskulinní symbol či projevený emblém (linga) Nejvyššího Pána. Tato záře je matným odrazem svrchované věčné záře (brahmadžjóti). Tento maskulinní symbol je subjektivní částí božstva, které jedná jako stvořitel hmotného světa podléhajícího svrchované vládkyni [niyati]. Plodící energie se vztahem k hmotnému stvoření se projevuje ze svrchované vládkyně. Jedná se o Máju (Durgá), omezenou, neabsolutní [apará] energii, symbol hmotné ženské plodnosti. Styk těchto dvou vytváří schopnost nedokonalého vnímání, odrazu semene tvořivé touhy Nejvyššího Pána.

## Etymologie
Podle filosofa Jozefa Schmidta , slovo lingam souvisí se starým anglickým slovem slinkan a příbuznými slovy v jiných jazycích, které vyjadřují smršťování a s tímto vzájemné obnovení jaké najdeme u plžů nebo hlemýžďů a tak vyjadřují schopnost lidských genitálií. Také ve slovanských jazycích najdeme tento starodávný vztah slova lingam s výrazy pro slimáky, např. i v hornosrbském šlink nebo slovenském slimák. V indickém uctívání lingamu je tedy tento základní rys zázračnosti lidských genitálií. Tato skutečnost se také vyskytuje ve starověkých zobrazeních řeckých bohů. Původní lingam má tedy tento význam, ale indické zobrazení lingamu s joni je samozřejmě právě zobrazením clitorisu, zatímco joni se tu zachovává neuzavřená, nedokonalá, což je velmi neobvyklé ve srovnání s nejznámějšími náboženskými symboly.